# George Somes Layard
George Soames Layard (Clifton, 1857 – 1925) è stato un avvocato, giornalista e letterato inglese.

## Biografia
Era il terzo figlio di Charles Clement Layard, parroco di Combe Hay nel Somerset, nato a Clifton, Bristol; Nina Frances Layard era sua sorella. Ha studiato alla Monkton Combe School e alla Harrow School. Immatricolandosi al Trinity College di Cambridge nel 1876, si laureò con un Bachelors of Arts nel 1881, e quell'anno fu chiamato al bar dell'Inner Temple, al quale si era unito nel 1877. Ha sposato Eleanor Byng Gribble. Lo psicologo John Willoughby Layard era il loro secondo figlio.

## Opere
- The Life and Letters of Charles Samuel Keene (1892)
- Tennyson and his pre-Raphaelite illustrators. A book about a book (1894)
- Portraits of Cruikshank by Himself (1897)[3][4]
- Mrs. Lynn Linton ; her life, letters, and opinions (1901)
- The Life and Work of Kate Greenaway (A. & C. Black, London 1905) with Marion Harry Spielmann
- Sir Thomas Lawrence's Letter-bag (George Allen, London 1906)
- Suppressed plates, wood engravings, &c., together with other curiosities germane thereto; being an account of certain matters peculiarly alluring to the collector (A. & C. Black, London 1907)
- A Great "Punch" Editor: Being the Life, Letters, and Diaries of Shirley Brooks (1907)
- The Headless Horseman: Pierre Lombart's Engraving, Charles or Cromwell? (1922)
- An Amateur Detective (1925)
- Catalogue Raisonné of Engraved British Portraits from altered plates (Philip Allan & Co, London 1927)